# 1961 год в литературе
Список событий, связанных с литературой, произошедших в 1961 году.

## Премии

### Международные
- Нобелевская премия по литературе — Иво Андрич, «За силу эпического дарования, позволившую во всей полноте раскрыть человеческие судьбы и проблемы, связанные с историей его страны».

### Израиль
- Государственная премия Израиля за литературу на иврите — Иехуда Бурла.

### СССР
- Ленинская премия в области литературы:
  - Александр Прокофьев, за книгу стихов «Приглашение к путешествию»;
  - Михаил Стельмах, за трилогию: «Хлеб и соль», «Кровь людская — не водица» и «Большая родня»;
  - Александр Твардовский, за поэму «За далью — даль»;
  - Юхан Смуул, за антарктический путевой дневник «Ледовая книга»

### США
- Пулитцеровская премия за художественную книгу — Харпер Ли, «Убить пересмешника» (англ. To Kill a Mockingbird).
- Пулитцеровская премия за лучшую драму — Тэд Мозель, «Домой» (англ. All the Way Home).
- Пулитцеровская премия за поэзию — Филлис Макгинли, «Времена трёх: избранные стихотворения трёх десятилетий» (англ.  Times Three: Selected Verse From Three Decades).

### Франция
- Гонкуровская премия — Жан Ко, «Божьи безумцы».
- Премия Ренодо — Роже Бордие, Les Blés
- Премия Фемина — Анри Тома, «Высокий мыс» (фр. Le Promontoire).
- Премия Медичи — Филлип Соллерс,Le Parc.
- Премия Фенеона — Жан Тибодо, Cérémonie royale.

## Книги
- «Джеймс и гигантский персик» (англ. James and the Giant Peach) — Роальда Даля.
- «Новые дворики» — Сергея Баруздина.
- «Путешествие по стране Авто» — повесть-сказка Лазаря Бермана.
- «Человек-луч» — произведение Михаила Ляшенко.

### Романы
- «Возвращение со звёзд» (пол. Powrót z gwiazd) — роман Станислава Лема.
- «Звёздный билет» — роман Василия Аксёнова.
- «Зима тревоги нашей» — роман Джона Стейнбека (написан в 1960 году, опубликован в июне 1961).
- «Изнанка неба» (англ. The Wrong Side of the Sky) — роман Гэвина Лайла.
- «Лунная пыль» (англ. A Fall of Moondust) — роман Артура Кларка
- «Мать Тьма» англ. Mother Night) — роман Курта Воннегута.
- «Мягкая машина» (англ. The Soft Machine) — роман Уильяма Берроуза.
- «Окончательное решение» (англ. The Final Deduction) — роман Рекса Стаута.
- «Память земли» — роман Владимира Фоменко.
- «Рукопись, найденная в ванне» (пол. Pamiętnik znaleziony w wannie) — роман Станислава Лема.
- «Солярис» (пол. «Solaris») — роман Станислава Лема.
- «Уловка 22» (англ. Catch-22) — роман Джозефа Хеллера.
- «Шаровая молния» — роман Яна Флеминга.

### Повести
- «Вилла „Белый Конь“» (англ. The Pale Horse) — повесть Агаты Кристи.
- «Вышел месяц из тумана» (англ. Eeny Meeny Murder Mo) — повесть Рекса Стаута.
- «Два брата» — повесть Александра Волкова.
- "Девчата" - повесть  Бориса Бедного
- «Максим в стране приключений» — повесть-сказка Юрия Самсонова.
- «Мёртвые сраму не имут» — повесть Григория Бакланова.
- «Один день Ивана Денисовича» — повесть Александра Солженицына.
- «Подделка для убийства» (англ. Counterfeit for Murder) — повесть Рекса Стаута.
- «Полдень, XXII век» — повесть братьев Стругацких.
- «Полковнику никто не пишет» (исп. El coronel no tiene quien le escriba) — повесть Габриэля Гарсиа Маркеса.
- «Путешествие на Утреннюю Звезду» — повесть-сказка Виталия Губарева.
- «Смерть демона» (англ. Death of a Demon) — повесть Рекса Стаута.
- «Сосна, которая смеялась» (лит. Pušis, kuri juokėsi) — повесть Юстинаса Марцинкявичюса.
- «Стажёры» — повесть братьев Стругацких.
- «Тополёк мой в красной косынке» — повесть Чингиза Айтматова.
- «Убей сейчас — заплатишь потом» (англ. Kill Now — Pay Later) — повесть Рекса Стаута.
- «Удивительное путешествие Кука и Кукки» — повесть Яна Ларри.

### Малая проза
- «Мальчишка Педерсенов» (англ. The Pedersen Kid ) — рассказ Уильяма Гэсса.
- «На ходу и на якоре» — очерки Александра Крона.

### Пьесы
- «В открытом море» (пол. Na pełnym morzu) — пьеса Славомира Мрожека.
- «Ночь игуаны» (англ. The Night of the Iguana) — пьеса Теннесси Уильямса.
- «Потерянный сын» — пьеса Алексея Арбузова.

### Поэзия
- «Публицистическая поэма» — поэма Юстинаса Марцинкявичюса.
- «Бабий Яр» — поэма Евгения Евтушенко.

## Родились
- 19 апреля — Анна Герасимова (Умка), рок-бард, музыкант, поэт, литературовед, переводчик.
- 1 августа — Илья Витальевич Кутик, русский поэт.
- 18 сентября — Бернард Вербер, французский писатель, швейцарский миллионер.
- 16 октября — Марк Леви, французский писатель-прозаик.
- 14 ноября — Юрга Иванаускайте, литовская художница, писательница, путешественница.
- 30 ноября — Ингрид Карлберг, шведская писательница.
- 30 декабря — Дуглас Коупленд, канадский писатель.

## Умерли
- 9 апреля — Александру Кирицеску, румынский драматург и прозаик (родился в 1888).
- 14 апреля — Хосе Рафаэль Бустаманте, эквадорский писатель (родился в 1881).
- 2 июля — Эрнест Хемингуэй (лит. Ernest Miller Hemingway), американский писатель, лауреат Нобелевской премии по литературе 1954 года (родился в 1899).
- 14 августа — Кларк Эштон Смит, американский писатель (родился в 1893).
- 18 августа — Леонхард Франк, немецкий писатель (родился в 1882).
- 19 октября — Михаил Садовяну, румынский писатель (родился в 1880).
- Избасар Фазылов, — каракалпакский поэт, один из зачинателей каракалпакской советской поэзии (род. в 1908).